# Rasa de la Masia
La Rasa de la Masia és un torrent afluent per l'esquerra del Torrent d'Aigüesvives, al Solsonès.

## Descripció
De direcció predominant cap als 17 minuts del rellotge, neix poc menys de 600 m. a ponent de la Casanova de la Rebollosa, en el punt de contacte de la Costa de la Rebollosa (al sud) i la Costa de Vilafranca (al nord). Després de baixar la costa, travessa la carretera LV-3005 i passa entre la Casanova de la Rebollosa i la Rebollosa. Tot seguit pasa per sota el costat meridional de la Masia per, a continuació, travessar la carretera C-451 a l'alçada del km 50. Just després de fer-ho, aboca les seves aigües a una bassa que hi ha al costat de ponent de Cal Golda i tot seguit anar a desguassar al Torrent d'Aigüesvives.

## Territoris que travessa
La totalitat del seu curs transcorre pel terme municipal d'Olius.

## Perfil del seu curs
| Recorregut (en m.) | Altitud (en m.) | Pendent |
| ------------------ | --------------- | ------- |
| 0                  | 825             | -       |
| 250                | 750             | 30,0%   |
| 500                | 735             | 6,0%    |
| 750                | 725             | 4,0%    |
| 1.000              | 715             | 4,0%    |
| 1.250              | 708             | 2,8%    |
| 1.500              | 703             | 2,0%    |
| 1.818              | 684             | 6,0%    |

## Xarxa hidrogràfica
La xarxa hidrogràfica de la Rasa de la Masia està integrada per un total de 4 cursos fluvials dels quals 2 són subsidiaris de 1r nivell i 1 ho és de 2n nivell.
La totalitat de la xarxa suma una longitud de 2.756 m.

### Distribució per termes municipals
La xarxa hidrogràfica de la Rasa de la Masia transcorre íntegrament pel terme municipal d'Olius.